# Lê Bá Ngọc
Lê Bá Ngọc (chữ Hán: 黎伯玉, mất 1130), hay Trương Bá Ngọc (chữ Hán: 張伯玉) là thái sư và quan văn thời nhà Lý. Ông còn là một danh thần và là một nhà Nho.

## Sự nghiệp
Ông trải thăng Hữu Thị lang bộ Lễ vào đời Lý Nhân Tông, sau bị truất thành chức Nội hỏa Thư gia, theo Lịch triều hiến chương loại chí thì ông bị bãi chức vào năm Long Phù (1101-1109) và theo Việt sử thông giám cương mục là năm Hội Tường Đại Khánh thứ 9, tức năm 1118. Lê Bá Ngọc được gia chức Nội thường thị vào năm Thiên Phù Duệ Vũ thứ 2 (1121), đến năm 1124 thì làm Thị lang bộ Lễ.
Năm 1126, ông được vua sai đi đánh dẹp người Nùng làm phản ở châu Quảng Nguyên. Năm sau, khi đến Quảng Nguyên thì quân làm phản chạy sang nước Tống, theo Lịch triều hiến chương loại chí, Lê Bá Ngọc đã đặt ra phép tắc nhằm ràng buộc dân ở biên giới rồi kéo quân về.
Tháng chạp năm Đinh Mùi, tức năm 1127, ông được vua truyền di mệnh cùng Lưu Khánh Đàm đưa thái tử, tức vua Lý Thần Tông lên ngôi. Khi vua Lý Thần Tông lên ngôi Lê Bá Ngọc được sai truyền dụ cho vương hầu và các quan.
Ngày Tân Sửu tháng 1 năm Thiên Thuận thứ nhất (1128), ông được thăng làm Thái úy, tước hầu và được ban thưởng tiền lụa do có công phò lập. Tháng 11 âm lịch cùng năm ông được vua thêm chức Thái sư và cho đổi họ thành họ Trương, theo họ của Ngọc Hoàng Thượng đế.
Trương Bá Ngọc mất năm Thiện Thuận thứ 3, tức năm 1130.

## Nhận định
Phan Huy Chú trong Lịch triều hiến chương loại chí nhận định:
| “ | Ông là quan văn mà coi việc binh; đánh dẹp, cúng tế, việc gì làm cũng được. Ông nhận sự ký thác làm đến bậc sư phó; công cao vọng trọng; lừng lẫy hai triều; là người giúp việc đứng đầu trong thời ấy. | ” |

Theo Lịch triều hiến chương loại chí, Lý Nhân Tông có nhận xét về ông trong di chiếu là "khí độ trượng phu".

## Tôn vinh
Thái sư Trương Bá Ngọc được thờ cùng với người bạn Nguyễn Minh Không tại di tích đền Thượng, xã Gia Trung (Gia Viễn, Ninh Bình). Theo thần tích, Trương Bá Ngọc thực tế họ Lê, người châu Đại Hoàng, do lập công được Lý Thần Tông phong chức thái sư nên ban cho đổi từ họ Lê sang họ Trương theo họ của Ngọc Hoàng Thượng đế. Một hình thức ban "Thiên tính" tương đương với "Quốc tính" cũng do Lý Thần Tông ban cho người bạn của ông là Nguyễn Chí Thành đổi sang Lý Quốc Sư. Tương truyền Thái sư Trương Bá Ngọc và Quốc sư Nguyễn Minh Không là bạn đồng hương, khi còn nhỏ đánh cá bên sông Hoàng Long cùng nuôi chí lớn, đi chu du thiên hạ, lúc thì đăng sơn kích thỏ, khi thì phóng thủy cầu ngư. Sau cả 2 cùng lập công lớn với triều Lý nên được ban quốc tính, một người trở thành Thái sư, một người trở thành Quốc sư.
Theo kịch bản chương trình Năm Du lịch quốc gia 2020 tại Ninh Bình thì lễ hội chùa Bái Đính 2020 có tổ chức sự kiện kỷ niệm 890 năm ngày mất thái sư Trương Bá Ngọc với cuộc hội thảo về thân thế và sự nghiệp của danh nhân này. Thái sư Trương Bá Ngọc còn được thờ tại nhà thờ họ Trương Việt Nam nằm tại phường Ninh Mỹ, thành phố Hoa Lư, Ninh Bình.